# Golden eagle
Golden eagle is een compositie van Arnold Bax.
Het werk bestaat uit muziek uit te voeren tijdens uitvoeringen van het gelijknamige toneelstuk van zijn broer Clifford Bax. De muziek verdween echter weer snel van de podia, er zouden maar drie voorstellingen gegeven zijn. Na de eerste uitvoeringen verdween het toneelstuk in de la, de muziek van Arnold met zich meenemend. Het toneelstuk handelt over het leven van Maria I van Schotland tussen 1565 tot en met 1567. De tien stukken die Bax erbij schreef bestaan uit zes delen voor orkest en een viertal van zang en ensemble. In totaal zou er vijftien minuten muziek zijn geschreven.
Voor de opname van Chandos, die veel werk van Bax uit de vergetelheid heeft gehaald, werden de zes orkeststukken genomen:
1. Prelude: Andante
2. Prelude 2e acte, scène 1: Pavane, tempo pomposo
3. Prelude 2e acte, scène 2: Allegro appasaionato
4. Prelude 3e acte, scène 1: Poco lento
5. Prelude 3e acte, scène 2: Maestoso
6. Mary Stuart’s prayer: lento (tevens slot)